# Criollo (Pferd)
Criollo bezeichnet sowohl eine Pferderasse („Criollo definitivo“) aus Argentinien, als auch ein in Südamerika und in der Karibik heimischer Pferdetyp oder Schlag, der auch als Criollo mestizo bzw. Mestizo bezeichnet wird. 
Der kompakt gebaute, zähe Criollo definitivo wird meist als Reit- und Westernpferd eingesetzt und ist in verschiedenen Variationen in Argentinien, Uruguay, Brasilien, Chile, Paraguay, Peru, der Karibik und Venezuela verbreitet. Im November 2017 wurde der Criollo-Pferd zum Nationalpferd und Kulturerbe Argentiniens erklärt.
Hintergrundinformationen zur Pferdebewertung und -zucht finden sich unter: Exterieur, Interieur und Pferdezucht.

## Exterieur
Der Criollo ist ein kompaktes, mittelgroßes Pferd von großer Typvarianz.
Er hat einen mittelgroßen, keilförmigen Kopf mit geradem bis leicht konvexem Profil, freundlichen Augen und kräftigen Ganaschen. Sein Hals ist heute von mittlerer Breite; früher waren die typischen Hälse höher aufgesetzt und kräftiger, vielfach auch deutlich kürzer. Der Hals geht in einen eher flachen, aber kräftigen Widerrist über, der seinerseits in einen langen, aber tragfähigen Rücken ausläuft. Die kräftige, breite, tiefe Brust ist typisch und gibt den Organen viel Raum. Er hat eine relativ gerade Rückenlinie mit oft langer Nierenpartie, eine runde, gut bemuskelte Kruppe mit tiefem Schweifansatz und eine kurze Schweifrübe. Ein sehr stabiles Fundament, kräftige Fesseln höchstens mittlerer Länge und mittelgroße, harte Hufe zeichnen ihn aus. Tatsächlich sind die stahlharten Beine und Hufe ein typisches Merkmal und im extrem harten Arbeitsleben unverzichtbar.
Die besten Pferde sind um ca. 140 bis ca. 148 cm hoch; größere und mitunter auch kleinere kommen vor; die Gauchos hatten einen Spruch: „Bewundere den Großen, aber reite den Kleinen“. Sehr große Tiere sind unter den reinen Arbeitsreitern vielfach weniger beliebt, sie werden jedoch von europäischen Käufern/Züchtern oft bevorzugt (Gründe u. a.: großgewachsene Europäer; in den USA und Europa besser marktfähig; sportlich in einigen Disziplinen im Vorteil; Größe wird mit Zuchtfortschritt verwechselt usw.).
Alle Farben kommen vor – der Gaucho kennt angeblich rund 600 einzelne Farbbezeichnungen. Typisch sind heute Graufalben und Gelbfalben, (bunte – d. h. viele weiße Abzeichen aufweisende) Braune und Füchse, stichelhaarige Graue (cabeza de moro) und Füchse (rosillo); auch sehr bunte Overo-Schecken; echte Rappen und Schimmel sind eher selten. Früher waren abzeichenlose Braune und Falben sehr häufig.
Die Gänge sind praktisch und nicht extrem raumgreifend, aber Ausdauer und Trittsicherheit sind überragend.

## Interieur
Der Criollo ist eines der widerstandsfähigsten und zähesten Pferde der Welt. Er kann auch bei extremen klimatischen Bedingungen mit nur wenig Futter (Weide) auskommen und widersteht Hitze und Kälte.
Er ist sehr ausdauernd und wird in seiner Heimat Südamerika einer sehr harten Leistungsprüfung (Marcha) unterworfen.
Viele Criollos besitzen einen guten Cow-sense, dazu viel Mut und Reaktion am Rind; sie cutten (Abtrennen einzelner Tiere aus einer Herde) nicht nur, sondern drücken oder werfen auch Rinder körperlich gegen Zäune oder in Gatter etc. Einige typische Bewerbe verlangen dies auch, wie zum Beispiel Paleteada (zwei Reiter führen ein Rind zwischen sich eingeklemmt über 140 Meter im Galopp) oder Mangera (ein Reiter cuttet ein Rind aus einer Dreiergruppe und drängt dieses dann heftig gegen einen hohen Zaun).
Criollos sind i. d. R. sehr ruhige, scheufreie Pferde, die sich gerne an einen Menschen anschließen und dann leicht auszubilden sind. Sie neigen nicht zum Scheuen oder Durchgehen, leisten gerne jede anfallende Arbeit und sind selten charakterlich diffizil. Freundliches Wesen und angenehmes Temperament sowie gute Gesundheit und Leichtfuttrigkeit sind rassetypisch.

## Bezeichnung
Der Begriff Criollo bezeichnet sowohl die Pferderasse Criollo definitivo als auch den Pferdetyp oder Schlag Criollo mestizo bzw. Mestizo.
- Der Criollo definitivo ist eine in Argentinien entstandene Pferderasse, die von den jeweiligen Zuchtverbänden der Länder als solcher züchterisch betreut wird. Ein Criollo definito muss i. d. R. vier eingetragene, reinrassige Ahnenreihen besitzen.
- Ein Criollo mestizo oder auch Mestizo ist ein in Südamerika und in der Karibik heimischer Pferdetyp oder Schlag; also ein unregistriertes Gebrauchspferd meist gemischter Herkunft.

Der Name Criollo bedeutet in erster Linie „in Südamerika geborener Europäer; Kreole“; Mestizo bedeutet Mestize, also Mischling.

## Zucht

### Geschichte
Der Criollo geht auf die iberischen Pferde zurück, die im 16. Jahrhundert und später aus Spanien nach Südamerika gebracht wurden. Diese Pferde waren eng mit dem Berber und frühen iberischen Pferden (Sorraia; Andalusier etc.) verwandt; ob sie daneben evtl. etwas Araberblut besaßen, ist zweifelhaft, aber nicht unmöglich. Viele Criollos aus traditionellen Zuchten stellen ein sehr typisches „iberisches Kolonialpferd“ dar, das hochwertigen Spanish Mustangs, ursprünglichen Westernrassen oder – sofern überhaupt vergleichbar – den besten Indianerpferden ähnelt und dabei sein iberisches Erbe deutlich zeigt.
Im rauen Klima der Pampa erfolgte über mehrere Jahrhunderte ein natürlicher Selektionsprozess, in dem langfristig nur die widerstandsfähigsten Individuen überlebten. Auf diese Weise entstand ein besonders zähes, ausdauerndes und langlebiges Pferd. Estancieros, Gauchos und Indianer hielten und vermehrten stets die besten, ausdauerndsten und willigsten Pferde, weil schließlich ihre Existenz von diesen abhing.
Der Schweizer Abenteurer Aimé Félix Tschiffely setzte dieser Rasse durch seinen Kontinentalritt mit zwei Criollos von Argentinien bis in die Vereinigten Staaten von Amerika (1925–1928) ein Denkmal. Seine Pferde Mancha (von Manchado, zu dt. der rötlich Gescheckte), ein Overo-Schecke und Gato (dt. die Katze), der seinen Namen aufgrund seiner auffällig geschmeidigen Bewegungen erhielt, waren zu Beginn der Reise bereits 18 bzw. 16 Jahre alt. Sie stammten angeblich von indianischen Pferden ab. Nach der Reise lebten sie bis zu ihrem Lebensende auf der Ranch ihres Züchters, des Criollo-Zuchtbuchbegründers Emilio Solanet in extensiver Haltung. Beide erreichten ein für Pferde überdurchschnittlich hohes Alter; Mancha wurde 35, Gato 40 Jahre alt.
Die geregelte Gestütszucht wurde vom Tierarzt Dr. Emilio Solanet auf seiner Estancia bei Buenos Aires begründet, als dieser um 1900 bemerkte, dass der bis dahin verbreitete, hochwertige Landschlag zu verschwinden begann. Man hatte ihn lange Zeit mit europäischen Rassen verkreuzt, vor allem mit Englischen Vollblütern, Percherons und seltener Arabern und Hackneys. Solanet kaufte einen Grundstock originaler Criollos im indianischen Gebiet und begann mit diesen eine regelrechte Zucht.

### Derzeitige Situation
Die Criollos verlieren aufgrund der Mechanisierung immer mehr Bedeutung beim Ranching im Campo (Weideland); dafür finden sie ihren Weg in den Sport, wie jüngste Erfolge deutscher Criollos in hochklassigen Westernbewerben beweisen. Der alte Typ droht verloren zu gehen. Die erfolgreichsten Zuchtbetriebe konzentrieren sich heute auf einen recht feinen, sportlichen Typ mit sehr langem Rücken und feinerem Hals und elastischen Bewegungen. Criollos definitivos werden ähnlich wie in Europa inspiziert und eingetragen und mit Papieren versehen; Brandzeichen sind üblich. Mestizos und jene Pferde, die nicht auf Zuchtschauen gezeigt werden, sondern „nur“ als Gaucho-Pferde dienen sollen, brauchen nicht inspiziert zu werden; es gibt jedoch inzwischen auch in Südamerika für jedes reinrassige Pferd ein Identifikationsdokument.

### Variationen
Mit der Zeit kam es außerhalb Argentiniens zu Züchtungen auf Basis des Criollos, die zu eigenständigen Rassen führten: in Brasilien der Crioulo, in Chile der Criollo Chileno oder Corralero, an der peruanischen Küste der Costeño, im peruanischen Gebirge der Marocucho und in Venezuela der Llanero. In Uruguay und Paraguay sind die örtlichen Criollos, Criollo Uruguayo und Criollo Paraguayo, mit dem brasilianischen Crioulo und dem argentinischen Vetter eng verbunden. Heute werden erfolgreiche Zuchtpferde oder Blutlinien international ausgetauscht bzw. verkauft; besonders chilenische Criollos sind als gute Leistungsvererber begehrt. Diese sind typisch recht klein, dabei aber sehr kompakt und wendig. Hauptzuchtländer sind wohl Argentinien, Uruguay und Brasilien.
Die Zuchtverbände der großen Zuchtnationen sind in der übernationalen Organisation FICCC zusammengeschlossen; Federacion Internacional de Criadores de Caballos Criollos.

### Leistungsprüfungen
Bei der sogenannte Marcha werden innerhalb von 14 Tagen (mit einem Ruhetag) 750 km unter dem Reiter bei einem Standardgewicht von rund 90 kg zurückgelegt, wobei Kraftfutter nicht zugefüttert werden darf, also die Pferde immer nur nach der Etappe auf die Weide entlassen werden. Damit wird nicht nur die Ausdauer, sondern auch die Regenerationsfähigkeit unter Beweis gestellt. Vor der Marcha muss jedes Pferd einen Monat auf der Weide zubringen, ohne Spezialtraining etc.
Neben der Marcha als Leistungsprüfung kommt von Brasilien der multiple Bewerb „Freno de Oro“ immer mehr in Mode; dabei werden die qualifizierten Pferde über drei Tage in zehn Bewerben scharf geprüft. Diese Bewerbe ähneln u. a. einer Reining, dem Speed Trail, Working Cowhorse, Halter/Exterieur und inkludieren Mangera und Paleteada. Der Prestige-Bewerb Freno gilt heute als besonders wertvoll, bewirkt aber eine Typverschiebung in Richtung eines Westernpferdes.

### Criollos in Europa
Anfang der 1980er Jahre kamen über Italien per Schiff viele Pferde nach Europa, die anfangs als „Criollos“ verkauft wurden. Tatsächlich wurden sie aber in ganz Südamerika als Schlachtpferde aufgekauft und – um die italienischen Zollvorschriften zu umgehen – auch als solche eingeführt. Sie waren unter Deck eingepfercht und einige überstanden die Strapazen des Transportes nicht. Unter ihnen waren nur sehr wenige Criollos, die überwiegende Mehrzahl waren Mestizos, also Kreuzungsprodukte ohne Papiere; die Verkäufer dieser Mischlinge machten gute Geschäfte – wurden sie doch als Criollos und so genannte „Anfängerpferde/Ranchpferde“ angeboten.
Die Criollo-Zucht in Deutschland hat eventuell noch mit diesem schlechten Ruf zu kämpfen, wobei zu betonen ist, dass viele Mestizen gute und sympathische Gebrauchspferde sind. Wer jedoch einen in Deutschland, Italien oder der Schweiz geborenen Criollo definitivo erwirbt, kann davon ausgehen, dass er ein im Verhalten einwandfreies Pferd erhält, das nicht durch den Schiffstransport traumatisiert ist. Die meisten in Deutschland gezüchteten Criollos sind beim Bayerischen Zuchtverband für Kleinpferde und Spezialpferderassen eingetragen, wo auch eine Hengst- und Stutleistungsprüfung angeboten wird, die der Marcha nachempfunden ist und im Rahmen einer eintägigen Feldprüfung durchgeführt wird. Auch der Zuchtverband für deutsche Pferde (ZfdP), betreut sie züchterisch und stellt Papiere aus etc.